# Ober-Werbe
Ober-Werbe ist mit rund 150 Einwohnern einer der kleinsten von insgesamt zehn Stadtteilen der Stadt Waldeck im nordhessischen Landkreis Waldeck-Frankenberg.

## Geschichte

### Überblick
Die älteste erhaltene Erwähnung vom „Werbe“ stammt aus der Zeit von 1124. Erstmals im Jahr 1206 werden die Orte villa Werbe und Nieder-Werbe getrennt geführt, was auf die Existenz von Ober-Werbe schließen lässt. Die Geschichte des Ortes ist eng mit dem dortigen Kloster verbunden. Zwischen 1590 und 1970 war der Ort geteilt, in Ober-Werbe, das zur Grafschaft Waldeck und Oberwerba, das zur Herrschaft Itter gehörte. Die natürliche Grenze war die Werbe. Die Landesherrschaft über „Herrschaft Itter“ übte das Haus Hessen aus, anfangs Hessen-Marburg, dann Hessen-Kassel und schließlich Hessen-Darmstadt, das 1806 zum Großherzogtum Hessen wurde. Ab 1929 gehörte Ober-Werbe zum Freistaat Preußen und nach dem Zweiten Weltkrieg zu Großhessen, das 1946 zum Bundesland Hessen wurde.
Hessische Gebietsreform (1970–1977)
Im Zuge der Gebietsreform in Hessen fusionierten  am 31. Dezember 1970 die bis dahin selbständigen Gemeinden Oberwerba (Landkreis Frankenberg) und Ober-Werbe (Landkreis Waldeck) auf freiwilliger Basis zur neuen Gemeinde „Ober-Werbe“ (Landkreis Waldeck).
Am 1. Januar 1974 wurde die Gemeinde Ober-Werbe kraft Landesgesetz in die Stadt Waldeck eingemeindet. Dadurch wurde Ober-Werbe ein Stadtteil von Waldeck. Für Ober-Werbe und die anderen Stadtteile wurden Ortsbezirke mit Ortsbeirat und Ortsvorsteher nach der Hessischen Gemeindeordnung gebildet.
Verwaltungsgeschichte
Die folgende Liste zeigt die Staaten, in denen Ober-Werbe lag, und deren nachgeordnete Verwaltungseinheiten, denen es unterstand:
- vor 1356: Heiliges Römisches Reich, Herrschaft Itter
- 1356–1590: Heiliges Römisches Reich, Landesherrschaft strittig zwischen Landgrafschaft Hessen, Kurmainz und Grafschaft Waldeck, Herrschaft Itter
- 1590: Bei der Festlegung der waldeckisch-itterschen Grenze, die entlang des Werbebaches verläuft, fällt Oberwerbe mit dem Klosterkomplex an die Grafschaft Waldeck. Der ehemals mainzische Anteil an der Herrschaft Itter auf der anderen Seite der Werbe, Oberwerba, fällt hingegen an die Landgrafschaft Hessen-Marburg.
- ab 1712: Heiliges Römisches Reich, Fürstentum Waldeck, Amt Waldeck
- ab 1806: Fürstentum Waldeck,  Amt Waldeck
- ab 1814: Fürstentum Waldeck, Oberamt der Eder (Sitz in Nieder-Wildungen)
- ab 1816: Fürstentum Waldeck, Oberjustizamt der Werbe (Sitz in Sachsenhausen)
- ab 1850: Fürstentum Waldeck-Pyrmont (ab 1848), Kreis der Eder[Anm. 1]
- ab 1867: Fürstentum Waldeck-Pyrmont (Akzessionsvertrag mit Preußen), Kreis der Eder
- ab 1871: Deutsches Reich, Fürstentum Waldeck-Pyrmont, Kreis der Eder
- ab 1919: Deutsches Reich, Freistaat Waldeck, Kreis der Eder
- ab 1929: Deutsches Reich, Freistaat Preußen, Provinz Hessen-Nassau, Regierungsbezirk Kassel, Kreis der Eder
- ab 1942: Deutsches Reich, Freistaat Preußen, Provinz Hessen-Nassau, Regierungsbezirk Kassel, Landkreis Waldeck
- ab 1944: Deutsches Reich, Freistaat Preußen, Provinz Kurhessen, Landkreis Waldeck
- ab 1945: Deutsches Reich, Amerikanische Besatzungszone, Groß-Hessen, Regierungsbezirk Kassel, Landkreis Waldeck
- ab 1946: Deutsches Reich, Amerikanische Besatzungszone, Hessen, Regierungsbezirk Kassel, Landkreis Waldeck
- ab 1949: Bundesrepublik Deutschland, Hessen, Regierungsbezirk Kassel, Landkreis Waldeck
- ab 1971: Bundesrepublik Deutschland, Hessen, Regierungsbezirk Kassel, Landkreis Waldeck, Ober-Werbe
- ab 1974: Bundesrepublik Deutschland, Hessen, Regierungsbezirk Kassel, Landkreis Waldeck-Frankenberg, Stadt Waldeck

### Wüstungen in der Gemarkung
Innerhalb der Gemarkung befanden sich die heute wüstgefallenen Orte Marenstein, die genaue Lage ist nicht bekannt und Nuenborn, auch hier ist die genaue Lage nicht ermittelbar. Der Ort ist vermutlich identisch mit der Wüstung Niemerstein.

### Die Kirche

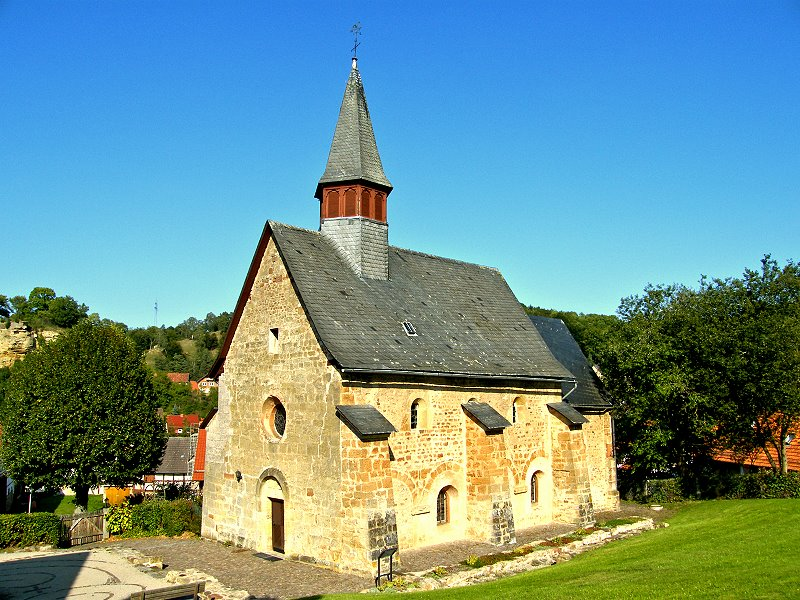
Kirche Oberwerba

Die Kirche wurde gemeinsam mit dem Ort 1124 erstmals erwähnt. Sie ist die älteste im Kirchenkreis der Eder. Die ursprünglich angenommene Ersterwähnung im Jahr 1194 geht auf einen Lesefehler in den historischen Urkunden zurück. Es ist nach neuesten Erkenntnissen davon auszugehen, dass es sich um die ehemalige Klosterkirche und somit auch um den ersten Standort des Klosters handelt. Ursprünglich war sie eine wesentlich größere dreischiffige romanische Basilika. Die Kanzel und der Taufstein stammen aus dem Jahr 1707.

### Das Kloster
Die Kirche im Tal bezeichnet den ursprünglichen Standort des Klosters. Erst zu einem späteren Zeitpunkt zog das Kloster auf den Felsen, auf den Langen Stein, wobei die Kirche im Tal weiterhin Klosterkirche blieb. Diese Verlegung des Klosters ist einmalig im Waldecker Land, und der Grund ist nicht bekannt. Die Ursache könnte der instabile Untergrund im Tal gewesen sein oder die Tatsache, dass sich die Lage auf dem Hügel besser zur Verteidigung eignete.

## Bevölkerung
Einwohnerstruktur 2011
Nach den Erhebungen des Zensus 2011 lebten am Stichtag dem 9. Mai 2011 in Ober-Werbe 174 Einwohner. Darunter waren 3 (1,7 %) Ausländer. Nach dem Lebensalter waren 24 Einwohner unter 18 Jahren, 78 zwischen 18 und 49, 36 zwischen 50 und 64 und 36 Einwohner waren älter. Die Einwohner lebten in 72 Haushalten. Davon waren 18 Singlehaushalte, 33 Paare ohne Kinder und 31 Paare mit Kindern, sowie 3 Alleinerziehende und keine Wohngemeinschaften. In 18 Haushalten lebten ausschließlich Senioren/-innen und in 48 Haushaltungen leben keine Senioren/-innen.
Einwohnerentwicklung
| Quelle: Historisches Ortslexikon |                                                                        |
| • 1556:                          | 12 Wohnhäuser mit 66 Einwohnern, im Kloster wohnten damals 34 Personen |
| • 1738:                          | 05 Wohnhäuser                                                          |
| • 1770:                          | 10 Häuser                                                              |

| Ober-Werbe: Einwohnerzahlen von 1770 bis 2020 | Ober-Werbe: Einwohnerzahlen von 1770 bis 2020 | Ober-Werbe: Einwohnerzahlen von 1770 bis 2020 | Ober-Werbe: Einwohnerzahlen von 1770 bis 2020 | Ober-Werbe: Einwohnerzahlen von 1770 bis 2020 |
| --- | --------------------------------------------- | --------------------------------------------- | --------------------------------------------- | --------------------------------------------- |
| Jahr |                                               |                                               |                                               | Einwohner                                     |
| 1770 | 1770                                          |                                               | 64                                            | 64                                            |
| 1800 | 1800                                          |                                               | ?                                             | ?                                             |
| 1834 | 1834                                          |                                               | 135                                           | 135                                           |
| 1840 | 1840                                          |                                               | 153                                           | 153                                           |
| 1846 | 1846                                          |                                               | 145                                           | 145                                           |
| 1852 | 1852                                          |                                               | 156                                           | 156                                           |
| 1858 | 1858                                          |                                               | 140                                           | 140                                           |
| 1864 | 1864                                          |                                               | 147                                           | 147                                           |
| 1871 | 1871                                          |                                               | 139                                           | 139                                           |
| 1875 | 1875                                          |                                               | 133                                           | 133                                           |
| 1885 | 1885                                          |                                               | 126                                           | 126                                           |
| 1895 | 1895                                          |                                               | 124                                           | 124                                           |
| 1905 | 1905                                          |                                               | 122                                           | 122                                           |
| 1910 | 1910                                          |                                               | 113                                           | 113                                           |
| 1925 | 1925                                          |                                               | 118                                           | 118                                           |
| 1939 | 1939                                          |                                               | 117                                           | 117                                           |
| 1946 | 1946                                          |                                               | 189                                           | 189                                           |
| 1950 | 1950                                          |                                               | 158                                           | 158                                           |
| 1956 | 1956                                          |                                               | 126                                           | 126                                           |
| 1961 | 1961                                          |                                               | 132                                           | 132                                           |
| 1967 | 1967                                          |                                               | 131                                           | 131                                           |
| 1980 | 1980                                          |                                               | ?                                             | ?                                             |
| 1990 | 1990                                          |                                               | ?                                             | ?                                             |
| 2000 | 2000                                          |                                               | ?                                             | ?                                             |
| 2009 | 2009                                          |                                               | 176                                           | 176                                           |
| 2011 | 2011                                          |                                               | 174                                           | 174                                           |
| 2015 | 2015                                          |                                               | 167                                           | 167                                           |
| 2020 | 2020                                          |                                               | 159                                           | 159                                           |
| Datenquelle: Historisches Gemeindeverzeichnis für Hessen: Die Bevölkerung der Gemeinden 1834 bis 1967. Wiesbaden: Hessisches Statistisches Landesamt, 1968. Weitere Quellen: ; Stadt Waldeck:; Zensus 2011 |                                               |                                               |                                               |                                               |

Historische Religionszugehörigkeit
| Quelle: Historisches Ortslexikon |                                                                  |
| • 1885:                          | 124 evangelische (= 100,00 %) Einwohner                          |
| • 1961:                          | 023 evangelische (= 93,18 %), 9 katholische (= 6,82 %) Einwohner |

## Sehenswürdigkeiten
- Klosterruine Ober-Werbe
- Kirche

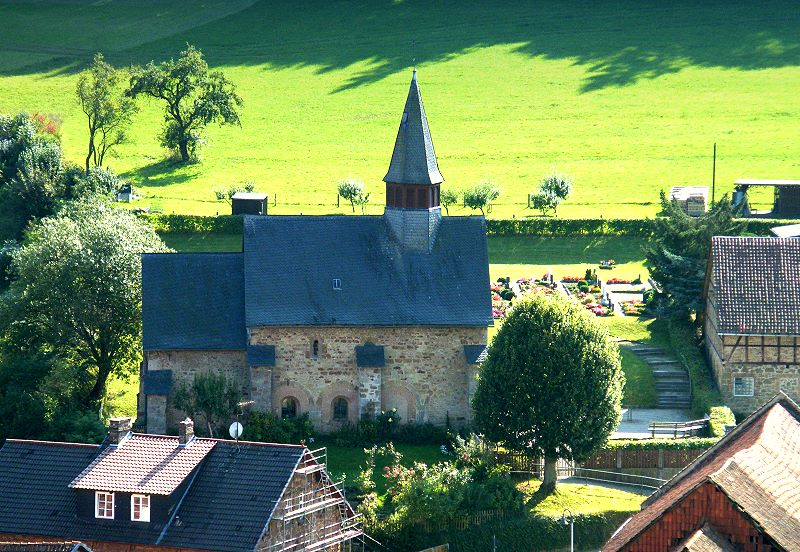
Die ehemalige Klosterkirche
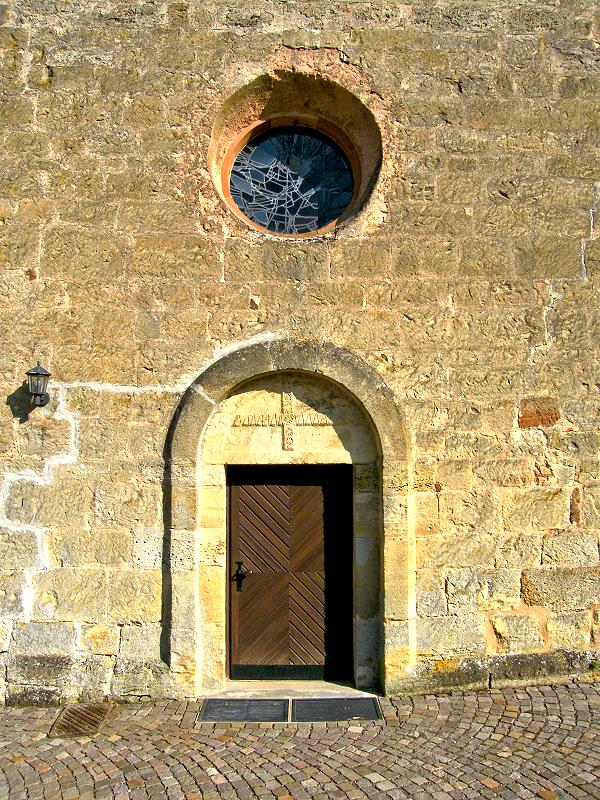
Kircheneingang
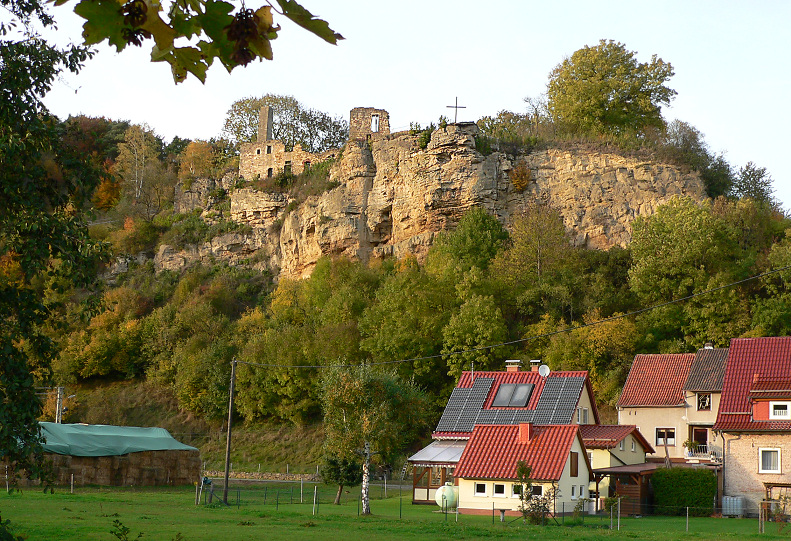
Klosterruine
Ober-Werbe mit Klosterruine (Juni 2010)
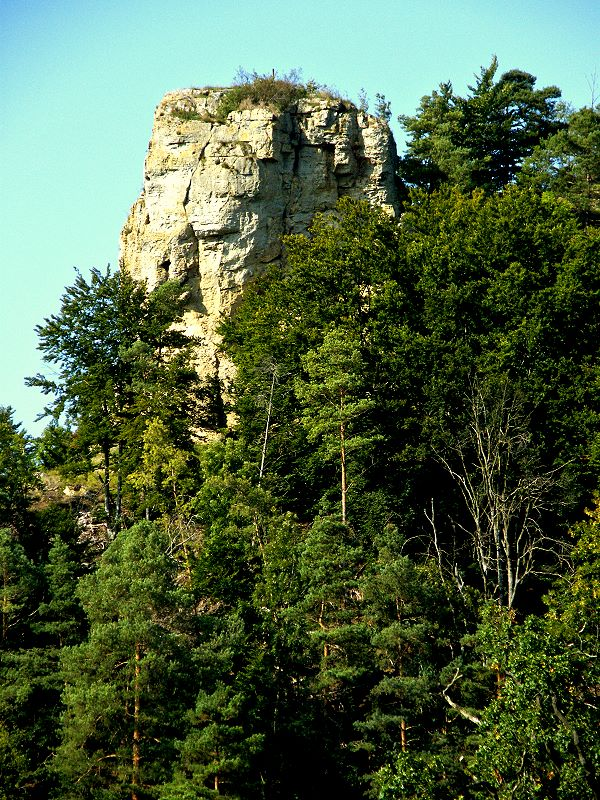
Der Langenstein